# 平嶋彰英
平嶋 彰英（ひらしま あきひで、1958年〈昭和33年〉6月29日 - ）は、日本の行政学者、元自治・総務官僚。立教大学大学院経済学研究科特任教授。研究分野は地方財政制度、地方税制度。
総務省大臣官房審議官（財制制度・財務担当、税務担当）、総務省自治税務局長、自治大学校長、公益財団法人日本サッカー協会財務委員、地方職員共済組合理事長、株式会社ヴァンフォーレ山梨スポーツクラブ取締役などを歴任した。

## 概要
福岡県出身。
東京大学法学部第1類（私法コース）卒業後、自治省入省。財政局公営企業第一課に配属され、大臣官房総務課に併任される。主に地方財政畑、地方税畑を歩む。
山梨県庁に出向中、ヴァンフォーレ甲府での経営危機に対して、政界や財界にはたらきかけ、クラブ存続への道を開いた。
中央省庁等改革後の総務省においては、大臣官房審議官（財制制度・財務担当、税務担当）、自治税務局長を務めた。
自治税務局長在職時、ふるさと納税制度の問題点を指摘した。

## 来歴

### 生い立ち
1958年（昭和33年）、福岡県福岡市にて生まれた。福岡県立修猷館高等学校に進学、同校ではサッカー部に在籍し、同級生に伊藤養世がいる。東京大学に進学、法学部第1類（私法コース）にて学ぶ。1981年（昭和56年）卒業（法学士）。

### 官界にて
大学在学中に国家公務員上級試験に合格、1981年（昭和56年）、自治省に入省（財政局公営企業第一課兼大臣官房総務課） 。同年7月、北海道庁の地方課へ出向し、翌1982年（昭和57年）4月には同庁財政課に配属する。その後、本省に復職してからは地方財政や地方税制に携わる。
途中、山梨県庁に出向し、総務部長に就任。在職中、山梨県甲府市をホームとするヴァンフォーレ甲府の経営危機問題が持ち上がる。県はクラブに税金を投入していたことから、2000年（平成12年）12月19日よりクラブ存続に動き出す。山梨県知事の天野建、山梨日日新聞社社長の野口英一らに存続を働きかけた。
2001年の中央省庁等改革後は総務省。本省に復帰して以降、大臣官房では審議官（財制制度・財務担当、税務担当）に就任。さらに、2014年（平成26年）7月に自治税務局長に就任した。局長在職中、ふるさと納税制度拡充を目指す内閣官房長官の菅義偉に抵抗する。
2015年（平成27年）7月、自治大学校長に就任した。自治税務局長が自治大学校長に就任するのは異例の左遷人事とされ、旧自治官僚、総務官僚の間では驚きをもって受け止められた。自治大学校長の職を2016年（平成28年）7月まで務め、退官した。

### 退官後
総務省退官後は、2016年（平成28年）7月から2017年（平成29年）9月まで総務省参与を非常勤で務めた。また、2016年（平成28年）7月より、自治大学校にて客員教授も兼任した。2016年（平成28年）12月、地方職員共済組合の理事長に就任し、2018年（平成30年）11月まで務めた。そのほか、2016年（平成28年）8月より日本サッカー協会の財務委員を兼任した。また、2017年（平成29年）4月より、立教大学の経済学部にて特任教授を兼任した。2018年（平成30年）3月、ヴァンフォーレ山梨スポーツクラブの取締役に就任した。

## 政策・主張
政策立案
　当時総務大臣だった高市早苗から政策立案能力を評価される。「あんたからもらった資料をお守り代わりに持っている」と言われた。
ふるさと納税
ふるさと納税制度の問題点を危惧しており、総務省自治税務局長に就任すると、高市早苗総務大臣に事前に了承を取ったうえで、菅義偉内閣官房長官に対し「高額所得者による返礼品目当てのふるさと納税は問題です。法令上の規制を導入すべきです」と再三進言した。しかし、菅は進言を受け入れず、ふるさと納税の寄附控除の上限倍増とワンストップ特例の導入を指示した。その後、自治大学校長に異動したため、「ふるさと納税に異議を唱えてきた役人に対する意趣返し」と報じられた。

## 略歴
1958年06月29日：福岡県福岡市に生まれる。
1981年03月31日：東京大学法学部卒業
1981年04月01日：自治省入省。財政局公営企業第一課（併）大臣官房総務課
1981年07月00　：北海道地方課
1982年00　00　：北海道財政課
1986年00　00　：山梨県企画管理局調整主幹
1987年00　00　：山梨県企画管理局企画課長
1989年00　00　：山梨県総務部財政課長
1991年04月00　：自治省大臣官房総務課課長補佐
1991年06月00　：国際観光振興会サンフランシスコ観光宣伝事務所
1994年07月00　：自治省財政局財政課課長補佐
1995年06月00　：自治省財政局地方債課課長補佐
1996年01月00　：自治省財政局地方債課理事官
1997年04月01日：自治省財政局財政課財政企画官
1998年04月01日：山梨県総務部長
2001年07月00　：総務省大臣官房企画官（併）内閣府地方分権改革推進会議事務局参事官
2003年08月01日：総務省大臣官房企画官
2004年04月01日：消防庁長官付（併）総務課国民保護準備室国民保護企画専門官
2004年07月02日：消防庁総務課国民保護室長（併）総務課国民保護運用室長（併）内閣官房内閣参事官（内閣官房副長官補付）
2004年08月01日：消防庁総務課国民保護室長（併）内閣官房内閣参事官（内閣官房副長官補付）
2005年01月11日：総務省自治財政局地方債課長
2007年07月10日：総務省自治財政局公営企業課長（併）内閣官房内閣参事官（内閣官房副長官補付）（命）内閣官房行政改革推進室参事官
2008年07月04日：総務省自治財政局財政課長（併）消防庁国民保護・防災部参事官
2009年09月16日：総務省自治財政局財政課長（併）自治財政局交付税課長
2009年10月01日：総務省自治財政局財政課長
2010年04月01日：総務省大臣官房審議官（財政制度・財務担当）
2011年08月26日：総務省大臣官房審議官（税務担当）
2014年07月22日：総務省自治税務局長
2015年07月31日：自治大学校長
2016年07月20日：同辞職
2016年00　00　：総務省参与
2016年00　00　：自治大学校客員教授
2016年00　00　：日本サッカー協会財務委員
2016年00　00　：地方職員共済組合理事長
2017年00　00　：立教大学大学院経済学研究科特任教授
2018年00　00　：ヴァンフォーレ山梨スポーツクラブ取締役

## 著書

### 共著
- 平嶋彰英・植田浩著『地方債』ぎょうせい、2001年。ISBN 4324056544

### 編纂
- 平嶋彰英編『財務管理・資金管理』ぎょうせい、2007年。ISBN 978-4-324-08051-1